# (75051) 1999 UN48
1999 يو أن 48 (ويعرف أيضًا باسم (75051) 1999 يو أن 48 وفق تسمية الكوكب الصغير) (بالإنجليزية: 1999 UN48)‏ هو كويكب ضمن حزام الكويكبات؛ وترتيبه 75051 من حيث الاكتشاف.
اكتُشف هذا الجُرم الفلكي بواسطة ماسح السماء كاتالينا في 30 أكتوبر 1999.

## وصلات خارجية
- (75051) 1999 UN48 في قاعدة بيانات مختبر الدفع النفاث لأجرام النظام الشمسي الصغيرة

- الاكتشاف · مخطط المدار ·  العناصر المدارية · المعلمات المادية

- (75051) 1999 UN48 على موقع ويكي سكاي: DSS2, SDSS, GALEX, IRAS, Hydrogen α, X-Ray, Astrophoto, Sky Map, Articles and images